# Okres Komárno
Der Okres Komárno ist ein Verwaltungsgebiet im Süden der Slowakei mit 107.920 Einwohnern (2004, 2001 waren es 108.556, davon 30.079 (27,7 %) slowakisch, 74.976 (69,1 %) ungarisch) und einer Fläche von 1.100 km².
Historisch gesehen liegt der Bezirk zum größten Teil im ehemaligen Komitat Komorn (Westen), ein kleinerer Teil im Osten um den Ort Bátorove Kosihy gehört zum ehemaligen Komitat Gran (siehe auch Liste der historischen Komitate Ungarns).

## Bevölkerung
| Jahr                | 1994    | 2004    | 2014    | 2024    |
| ------------------- | ------- | ------- | ------- | ------- |
| Anzahl der Personen | 109.329 | 107.290 | 103.360 | 98.829  |
| Unterschied         |         | −1,86 % | −3,66 % | −4,38 % |

| Jahr                | 2023   | 2024    |
| ------------------- | ------ | ------- |
| Anzahl der Personen | 99.273 | 98.829  |
| Unterschied         |        | −0,44 % |

## Städte
- Hurbanovo (Altdala)
- Kolárovo
- Komárno (Komorn)
- Nesvady

## Gemeinden
| - Bajč - Bátorove Kosihy - Bodza - Bodzianske Lúky - Brestovec - Búč - Čalovec - Chotín - Číčov - Dedina Mládeže - Dulovce (Neudala) - Holiare - Imeľ | - Iža - Kameničná - Klížska Nemá - Kravany nad Dunajom - Lipové - Marcelová - Martovce - Moča - Modrany - Mudroňovo - Okoličná na Ostrove - Patince | - Pribeta - Radvaň nad Dunajom - Sokolce - Svätý Peter (Sankt Peter) - Šrobárová - Tôň - Trávnik - Veľké Kosihy - Virt - Vrbová nad Váhom - Zemianska Olča - Zlatná na Ostrove (Golddorf) |

Das Bezirksamt ist in Komárno, Zweigstellen existieren in Hurbanovo und Kolárovo.

## Kultur
In dem Artikel Denkmalgeschützte Objekte im Okres Komárno findet man Informationen über die vom slowakischen Denkmalamt geschützten Objekte im Okres.